# 국립자유경제 고등학교 세실고
《국립자유경제 고등학교 세실고》는 양혜석, 타파리가 네이버 웹툰 완결 만화이다. 단행본은 7권까지 나와있으며 대원씨아이에서 출판하였다. 그리고 현재 네이버 N스토어 보관됨 2014-03-02 - 웨이백 머신에서 유료로 볼 수 있다.

## 줄거리
입학 시 천만원을 주지만 각 학년 말에 천만원 이상의 잔고가 남아 있어야 졸업이 되고 2회 낙제시 퇴학시키는 세실고. 교복 규정을 읽지 않아 정보도 받지 못하는 L반이 된 아이들과 학생회, 다른 학생들은 각자 자신의 이야기를 펼쳐 나간다.

## 등장인물
- 이륙
- 서다미
- 유지혁
- 오나인
- 현지윤
- 남정오
- 파덕
- 조명아
- 안경준
- 이리나
- 신진영
- 나대열

## 2학기
웹툰을 그리던 작가인 타파리 작가가 1학기를 끝으로 유학을 가게 되어 2학기는 이현지 작가가 그리게 되었다. 1학기 후기에 의하면 원래 이현지, 양혜석이 세실고를 그렸는데 당시 작가는 학생이라 타파리와 양혜석이 그리게 되었다.
2학기 연재 예정일은 4월 마지막주라 한다.